# Brattalda
Brattalda är ett berg i republiken Island. Det ligger i regionen Suðurland, i den centrala delen av landet, 140 km öster om huvudstaden Reykjavík. Toppen på Brattalda är 871 meter över havet, eller 88 meter över den omgivande terrängen. Bredden vid basen är 2,5 km.
Trakten runt Brattalda är nära nog obefolkad, med mindre än två invånare per kvadratkilometer. Det finns inga samhällen i närheten. Trakten runt Brattalda består i huvudsak av gräsmarker.